# Achim Oster

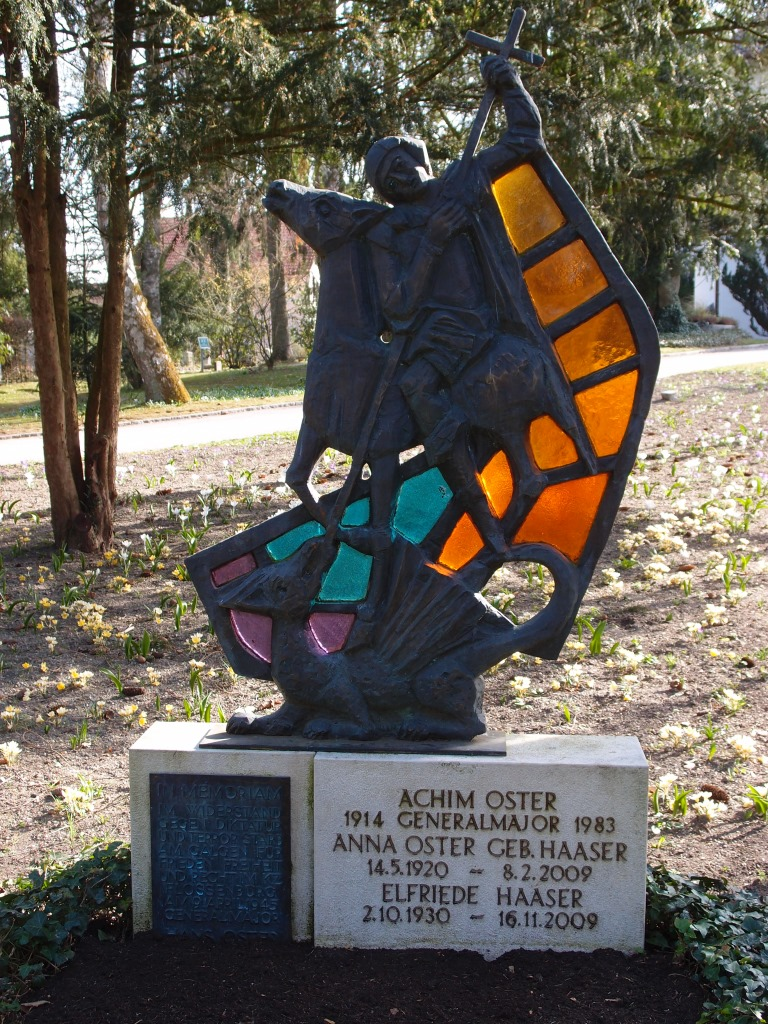
Grab von Achim Oster auf dem Waldfriedhof in Dachau.

Hans Karl Joachim Oster (* 20. Februar 1914 in Dresden; † 2. März 1983 in Dachau) war von Mai 1950 bis 1955 Leiter der Sicherheitsgruppe im Amt Blank, der Vorläuferorganisation des Militärischen Abschirmdienstes (MAD). Später war er Offizier der Bundeswehr, unter anderem Militärattaché in Spanien. Danach war er bei verschiedenen Dienststellen der NATO und zuletzt als Generalmajor der Bundeswehr tätig.

## Leben
Joachim Oster war Sohn von Hans Oster. Oster trat nach dem Abitur 1933 als Offizieranwärter in die Reichswehr ein. Zu Beginn des Zweiten Weltkriegs war er Adjutant beim Artillerieführer des Armeeoberkommandos II. Zwischen 1942 und 1943 war Oster Teilnehmer am Generalstabslehrgang. Im Jahr 1943 heiratete er Anna Haaser (14. Mai 1920 bis 8. Februar 2009), die Sekretärin des späteren CSU-Politikers Josef Müller. In den letzten beiden Kriegsjahren wurde er in verschiedenen Stäben eingesetzt. Oster gehörte zum Umfeld des militärischen Widerstandes. Der Vater wurde nach dem Attentat vom 20. Juli 1944 hingerichtet. Im Jahr 1945 war Joachim Oster Kommandeur eines Panzergrenadierregiments. Nach der Kapitulation der Wehrmacht geriet Oster im Range eines Majors in amerikanische Kriegsgefangenschaft.
Nach dem Krieg wurde er Mitarbeiter eines Verlages.

Oster war danach zwischen 1946 und 1949 Mitarbeiter der CSU-Landesgeschäftsstelle und vor allem in der Informationsbeschaffung tätig. Bereits 1950 wurde Oster Mitarbeiter des Bundeskanzleramtes. Zunächst arbeitete er in der Zentrale für Heimatdienst und war Leiter des Informations- und Nachrichtendienstes. Danach war er bis 1957 Mitarbeiter der Dienststelle Schwerin und des Amtes Blank, die sich mit dem Aufbau von neuen deutschen Streitkräften beschäftigten. Oster war dabei mit dem Aufbau des militärischen Nachrichtendienstes beauftragt.
Am 24. Januar 1952 wurde in Liechtenstein der Octogon Trust gegründet. Der Octogon-Trust war ein Reptilienfonds, welcher aus Waffenverkaufsprovisionen gespeist wurde und zur Parteienfinanzierung und Parteienkonditionierung genutzt wurde. Der Geschäftssitz war in Schaan (Liechtenstein). Neben Oster waren Rudolf Ruscheweyh und „China-Klein“ in der Leitung des Octogon-Trusts.

Im Sommer 1950 versuchte Oster erfolglos, den 70-jährigen Waldemar Pabst in Bonn zu installieren. Pabsts „Auffassung von der Notwendigkeit einer offensiven Bekämpfung des Bolschewismus“ habe „sich seit den Tagen, in denen er die Verantwortung für die Liquidierung Liebknechts und Luxemburgs übernahm, nicht geändert“, stand in Osters Empfehlung, mit welcher Pabst am Waffenhandel beteiligt werden sollte.
Nach der Gründung der Bundeswehr wurde Oster Referatsleiter in der Abteilung Streitkräfte des Bundesministeriums der Verteidigung im Rang eines Oberstleutnants. Danach war er Bataillonskommandeur des Feldartillerieregimentes 2 in der Deines-Bruchmüller-Kaserne in Lahnstein. Ab 1958 war Oster Militärattaché an der Deutschen Botschaft in Spanien.
In seine Amtszeit fällt die Verhaftung des Spiegel-Mitarbeiters Conrad Ahlers in Spanien. Auf Anweisung des Verteidigungsministers Franz Josef Strauß hat Oster Ahlers von der spanischen Polizei verhaften lassen (Spiegel-Affäre).
Als Oberst kehrte Oster 1964 in die Bundesrepublik zurück und war im Stab der 12. Panzerdivision in Tauberbischofsheim tätig. Kurze Zeit später wurde er als Brigadegeneral Assistant Chief of Staff des Militärischen Nachrichtenwesens beim Hauptquartier der NATO in Fontainebleau. Im Jahr 1968 wurde er stellvertretender Kommandeur des NATO-Defence-Colleges. Seit 1971 war er als Generalmajor Befehlshaber des Wehrbereichs IV. in Mainz. Im Jahr 1973 trat Oster in den Ruhestand.
Noch während seiner Dienstzeit kritisierte Oster die Führung der Bundeswehr, als diese zu Ehren von Generalfeldmarschall Erich von Manstein einen Großen Zapfenstreich veranstalten ließ. Später trat er für eine Neuauflage des Arbeitsdienstes ein. Als Sohn seines von den Nationalsozialisten hingerichteten Vaters hielt er mehrfach die zentrale Gedenkrede zum Attentat vom 20. Juli 1944.